# Oratorio della Beata Vergine del Buon Cuore
L'oratorio della Beata Vergine del Buon Cuore, è un luogo di culto cattolico dalle forme neoclassiche, situato accanto alla villa Grasselli in strada Fontanella 2 a Copermio, frazione di Colorno, in provincia e diocesi di Parma; è sussidiario della parrocchiale di San Pietro di Copermio e fa parte della zona pastorale della Bassa.

## Storia
Il luogo di culto fu eretto a partire dal 1771, unitamente all'adiacente Real casino, per volere del duca di Parma Ferdinando di Borbone, che ne commissionò la progettazione all'architetto Pietro Cugini; gli edifici furono prospetticamente costruiti sul margine nord-est dell'enorme parco del palazzo Ducale, al termine di un lungo viale. L'oratorio fu completato nel 1702 e donato l'anno seguente al consorzio dei Vivi e dei Morti di Parma, mentre il casino di Riserva, destinato ad accogliere eventuali ospiti e in alcune occasioni il Duca stesso, fu terminato nel 1775.
Nel 1841 gli affreschi all'interno del luogo di culto furono restaurati e probabilmente coperti con nuovi dipinti realizzati a tempera.
Intorno al 2000 l'oratorio, ancora appartenente al consorzio dei Vivi e dei Morti, fu restaurato su finanziamento della Fondazione Cariparma.

## Descrizione

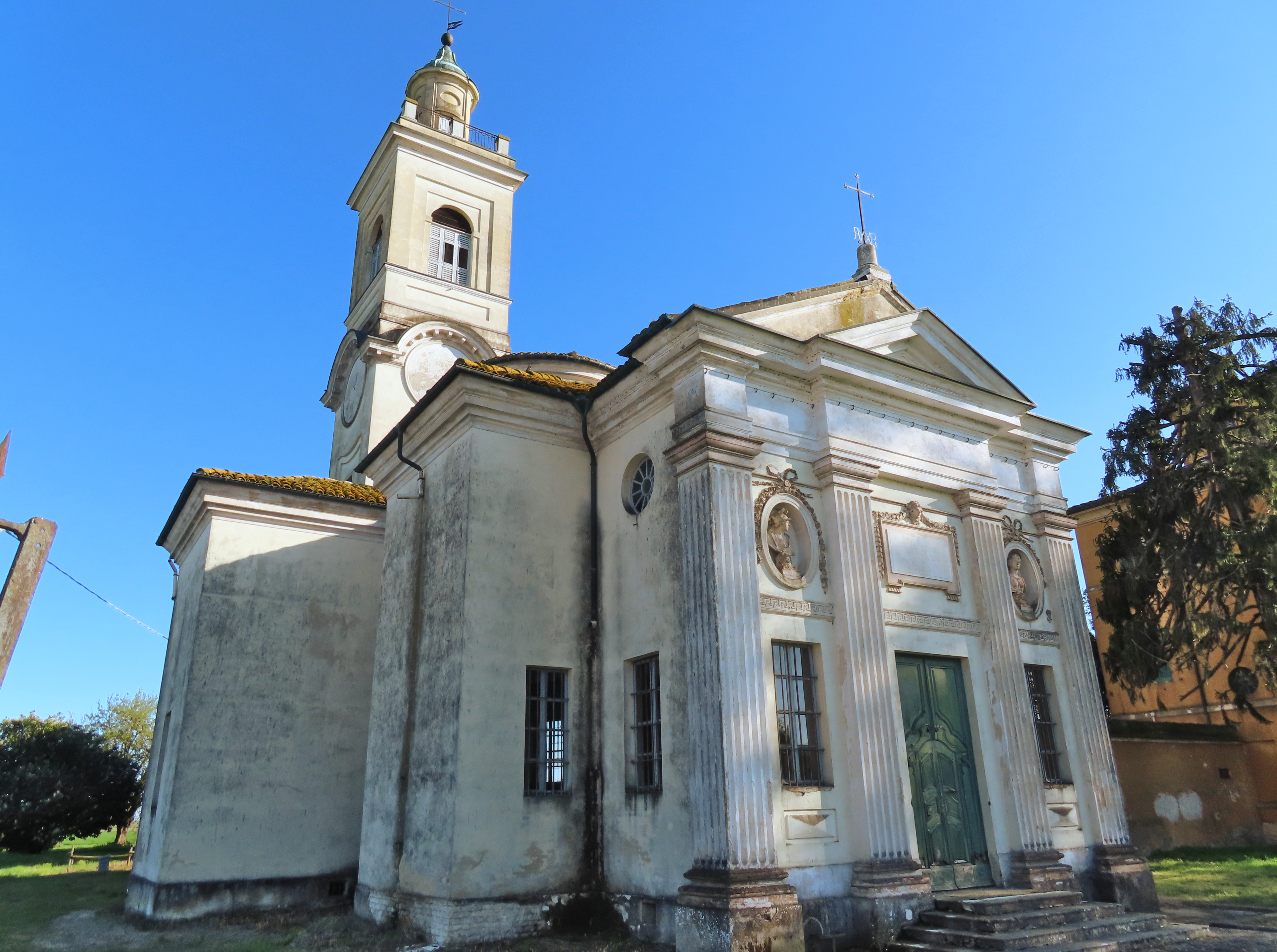
Facciata e lato nord-est

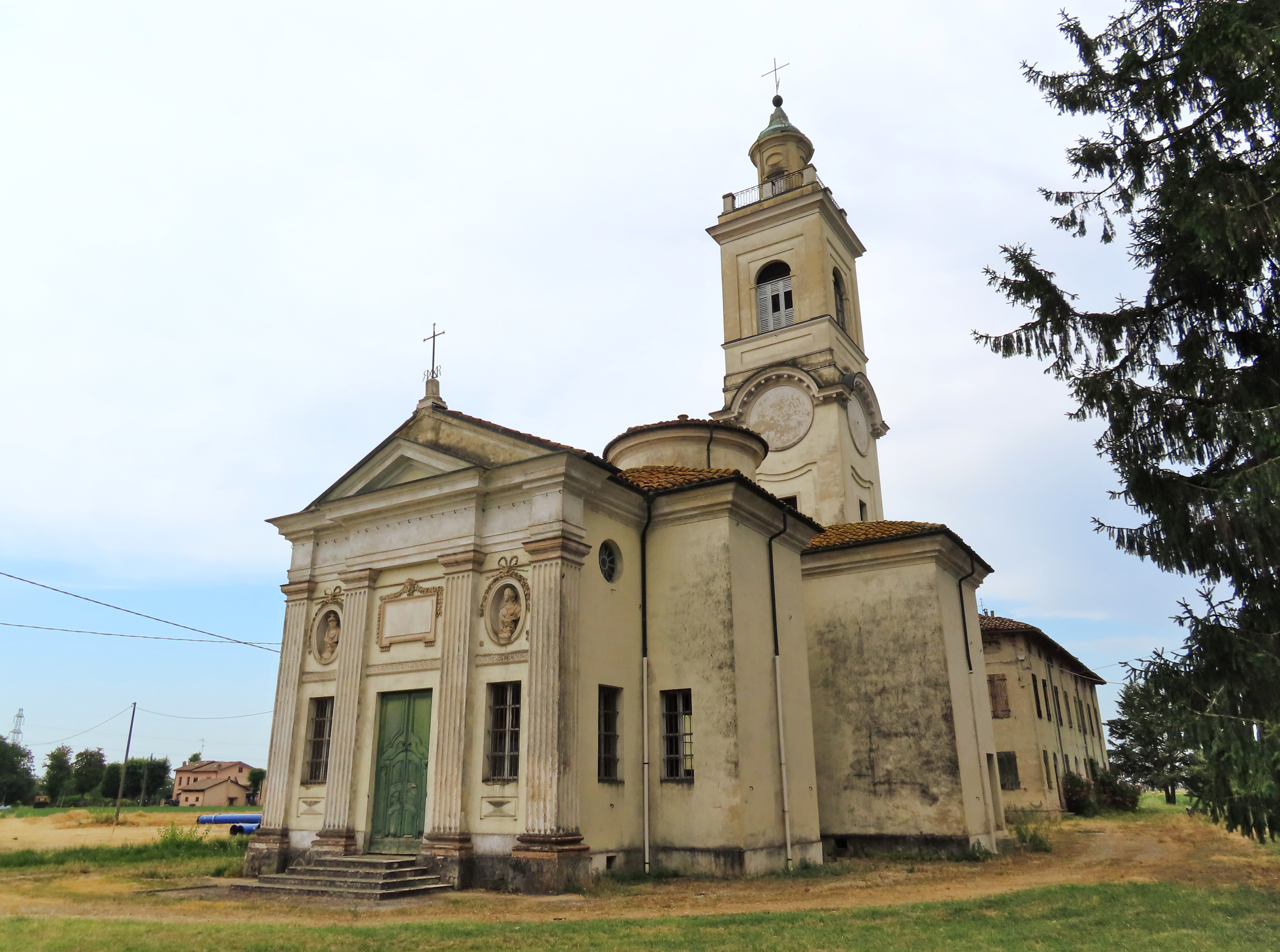
Facciata e lato sud-ovest

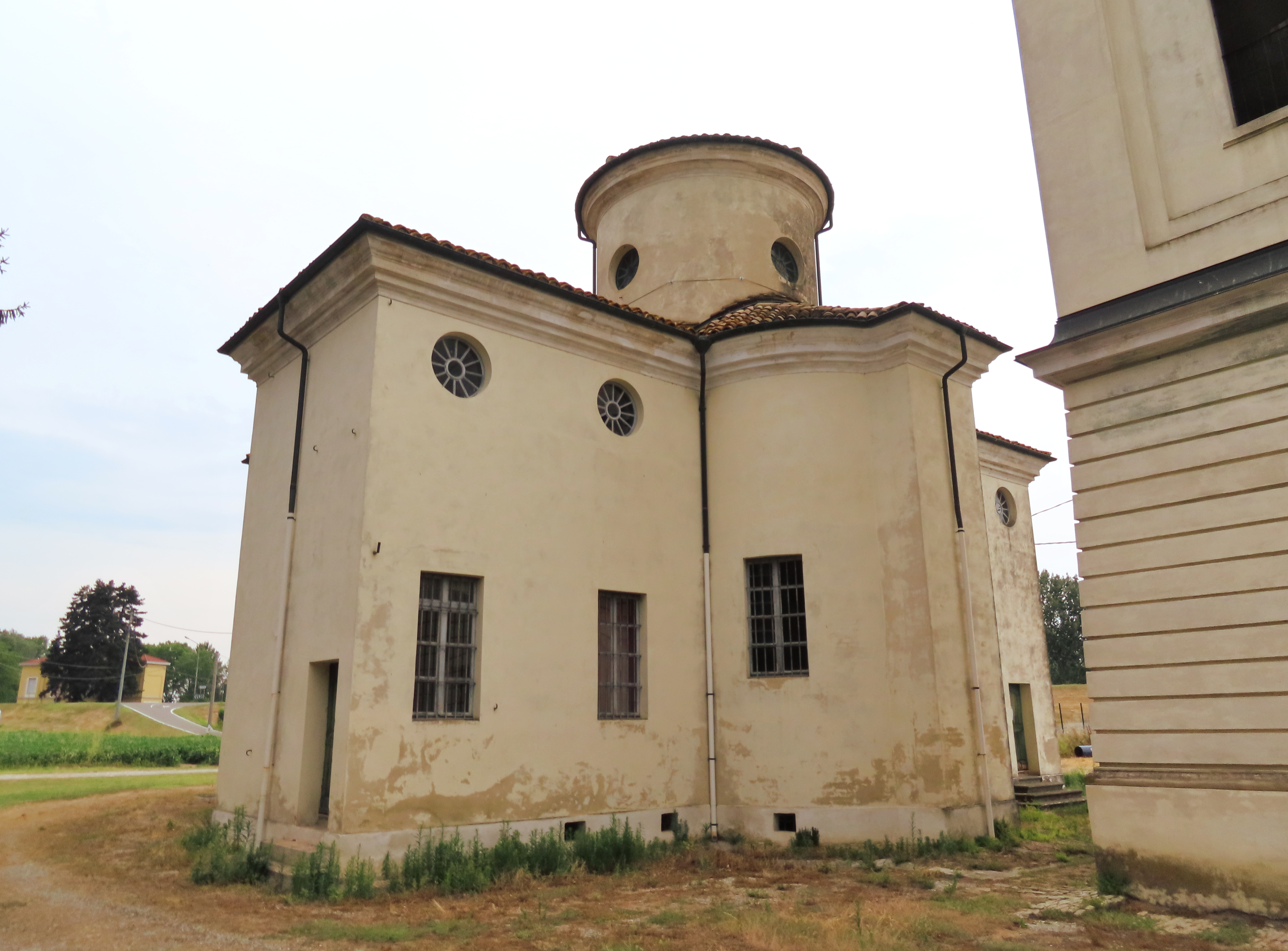
Abside e lato sud-ovest

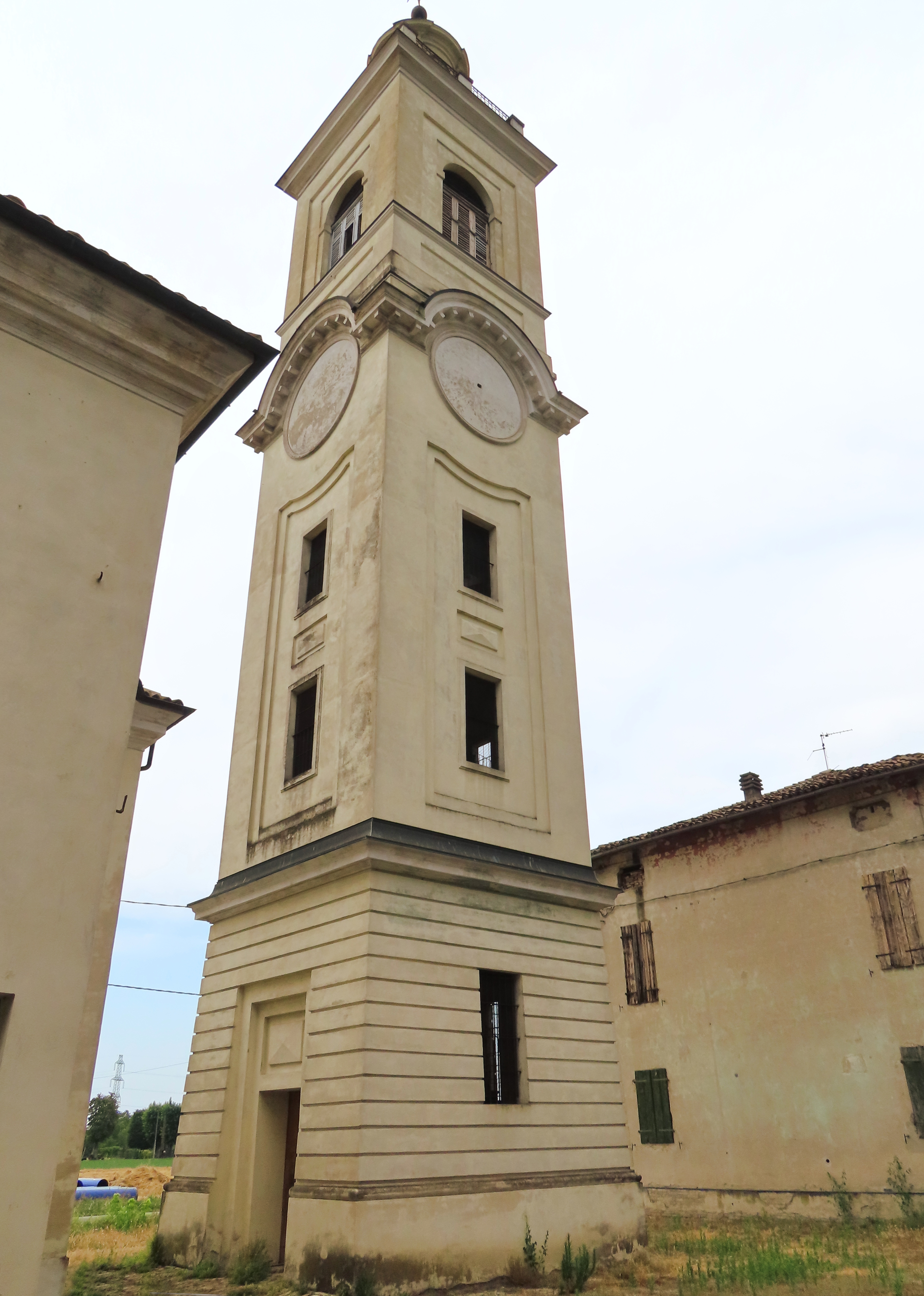
Campanile

L'oratorio si sviluppa su un impianto a navata unica affiancata da una cappella per lato, con ingresso a nord-ovest e presbiterio absidato a sud-est, fiancheggiato da una sagrestia per parte; sul retro, in asse sorgono isolati il campanile e infine la canonica.
La simmetrica facciata a capanna, interamente intonacata come il resto dell'edificio, è tripartita da quattro lesene doriche scanalate; al centro, raggiungibile salendo alcuni gradini, è collocato il portale d'ingresso con porta intagliata, sormontato da una greca in rilievo e da un'epigrafe a ricordo della dedicazione del tempio alla beata Vergine del Buon Cuore nel 1772 per volere del duca Ferdinando; ai lati si aprono due finestre, al di sopra delle quali si trovano due nicchie ovali contenenti i busti di San Ferdinando e Santa Amalia, eseguiti da Giuseppe Sbravati; a coronamento si staglia un doppio frontone triangolare, coronato nel mezzo da una croce metallica.
Dai fianchi aggettano le cappelle, poste a metà della navata, e le due sagrestie, collocate ai lati del presbiterio; sul fondo si allunga l'abside, mentre dal tetto emerge il tamburo a base circolare.
Sul retro, in asse con l'abside si erge isolato l'alto campanile; la base a righe orizzontali è sormontata su ogni lato da un doppio ordine di finestre, delimitate da una specchiatura; più in alto si stagliano le cornici circolari di quattro grandi orologi, sopra le quali si allunga un cornicione dentellato; la cella campanaria si affaccia sulle quattro fronti attraverso ampie monofore a tutto sesto, inquadrate da specchiature; in sommità, sopra al cornicione, una balaustra perimetrale circonda una piccola lanterna a pianta circolare, ornata con lesene e coperta da una piccola cupola.
In fondo, in asse col resto del complesso, si allunga la canonica, elevata su due livelli principali fuori terra oltre al sottotetto.
All'interno la navata è suddivisa da grandi arcate in tre campate, coperte da volte a crociera ornate nel mezzo con medaglioni, dipinti a tempera nel 1841 ricoprendo probabilmente gli affreschi originali di Gaetano Ghidetti e Antonio Bresciani, rappresentanti una serie di allegorie femminili; al centro della controfacciata una grande lunetta è decorata con analoghi dipinti, ritraenti Putti reggistemma.
Al centro dell'aula si aprono le cappelle, che accolgono gli altari laterali sormontati dalle ancone lignee riccamente intagliate da Ignazio Marchetti tra il 1771 e il 1773; al loro interno sono collocate le pale raffiguranti rispettivamente Sant'Amalia sulla destra, dipinta da Giuseppe Peroni nel 1775, e San Luigi di Francia e san Ferdinando di Castiglia incoronati dalla Fede sulla sinistra, eseguita da Pietro Melchiorre Ferrari nel 1771. La cappella di sinistra conserva inoltre una pregevole statua in piombo dipinto a imitazione del marmo di Carrara, ritraente San Bernardo degli Uberti e realizzata da Laurent Guyard nel 1771; l'opera fu inizialmente collocata in una cappellina dedicata al santo eretta nel 1775 nei pressi del torrente Parma per volere di Ferdinando, mentre probabilmente in origine nell'oratorio ne fu posizionata una copia in terracotta eseguita da Giuseppe Sbravati; dopo la demolizione della cappellina intorno alla metà del XIX secolo, l'originale fu traslata nell'oratorio, mentre la copia fu spostata nella vicina chiesa di San Pietro.
Sul fondo il presbiterio, lievemente sopraelevato, è preceduto dall'arco trionfale; l'ambiente quadrato è coperto da una cupola, ricoperta con sculture in stucco eseguite da Giuseppe Sbravati con l'aiuto del padre Pietro, raffiguranti al centro la Gloria d'angeli e il buon cuore della Vergine e sul contorno, alternate a quattro oculi, la Fede, la Speranza, la Carità e la Religione; i quattro pennacchi accolgono altrettante grandi statue in stucco dello Sbravati rappresentanti i Quattro evangelisti. Ai lati le cantorie lignee intagliate dal Marchetti ospitano l'organo realizzato da Giovanni Cavalletti nel 1773. Nel mezzo è collocato l'altare maggiore marmoreo, mentre sul retro l'abside è coperta dal catino a semicupola, ornato con dipinti a tempera del 1841, che ricoprono gli affreschi originali raffiguranti Putti reggicorona. Sul fondo, all'interno di una grande nicchia a tutto sesto delimitata da una cornice lignea riccamente intagliata dal Marchetti e ornata con putti scolpiti da Domenico Callani, si staglia una statua in legno e cartapesta dipinta, ritraente la Madonna col Bambino; l'opera, eseguita come statua processionale probabilmente dal Guyard ma per anni attribuita a Jean-Baptiste Boudard, sostituì una scultura dello Sbravati realizzata con dimensioni eccessivamente grandi per la nicchia.
L'oratorio accoglie altre opere di pregio, tra cui due tavoli intagliati tra il 1730 e il 1740 forse da Antonio Vernieri, vari arredi lignei realizzati dal Marchetti tra il 1771 e il 1773, uno stendardo raffigurante l'Immacolata, il Bambino e due angeli, eseguito dal Bresciani intorno al 1773, un lavamani in marmo risalente agli inizi del XVIII secolo e numerosi oggetti liturgici e paramenti sacri tardo-settecenteschi.